# Concejo Condal del Gran Mánchester

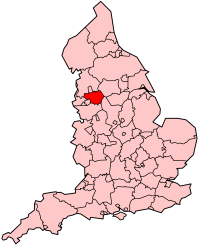
Mapa del Gran Mánchester.

El Concejo Condal del Gran Mánchester (en idioma inglés: Greater Manchester County Council) (también conocido como Concejo del Gran Mánchester y su abreviatura en inglés GMC) fue, desde 1974 hasta 1986, el cuerpo administrativo de rango superior del Gran Mánchester, un condado metropolitano en el noroeste de Inglaterra. Se componía de 106 miembros cogidos de los 10 municipios metropolitanos del Gran Mánchester.

## Historia
El GMC existió durante doce años. Se estableció el 1 de abril de 1974 por la Ley de Gobierno Local de 1972. Sin embargo, junto con cinco otros concejos condales metropolitanos y el Concejo del Gran Londres, fue abolido el 31 de marzo de 1986 por la Ley de Gobierno Local de 1985.
El GMC era una autoridad estratégica encargada de los servicios regionales como el transporte, planificación urbana, servicios de emergencia y and recogida de basuras. También se encargaba de suministrar un marco estratégico reginal dentro del cual los diferentes planes de sus diez concejos municipales metropolitanos fueran harmonizados. Las elecciones al concejo tuvieron lugar en 1973, 1977 y 1981. Las elecciones tenían que haber tenido lugar en 1985 pero fueron canceladas debido a la abolición del concejo.
El concejo construyó un Salón Condal en la calle en el Centro de la Ciudad de Mánchester, con un coste de 4,5 millones de libras esterlinas, que funcionó como sede. La construcción se conoce hoy en día 
como Casa Westminster.
Tras su abolición, la mayoría de las funciones del concejo se devolvieron a los diez municipios metropolitanos del Gran Mánchester, y algunas de ellas como los servicios de emergencia y el transporte público, las tomaron juntas directivas y continuaron siendo dirigidas de forma conjunta. Sus recursos se dividieron entre el Cuerpo Residual del Gran Mánchester y los concejos municipales de Bolton, Bury, Mánchester, Oldham, Rochdale, Salford, Stockport, Tameside, Trafford y Wigan. Tras la abolición del GMC, la Asociación de las Autoridades del Gran Mánchester fueron establecidas pra continuar gran parte de los servicios comunitarios del concejo condal.
Aunque el concejo condal metropolitano se abolió, el área condal sigue existiendo para la representación parlamentaria, en mapas y especialmente para propuestas estadísticas. El condado sigue existiendo actualmente como entidad legal y geográfica, y posee su propia intendencia superior (el representante del Monarca en un condado) y Sheriff Superior.

## Escudo de armas
El escudo de armas otorgado por el Colegio de Armas al Concejo del Gran Mánchester se describe de la siguiente forma:
Escudo: El escudo porta diez torrecillas de oro, que representan los diez distritos del condado, sobre un fondo rojo.
Sostenedores: El escudo está sujetado a cada lado por un león rampante en oro. Cada león ostenta en cada hombro una banda roja, el león de la derecha del escudo ostenta una banda con una trompa, lo cual representa la música y la cultura, y el león de la izquierda del escudo ostenta una banda con un libro abierto, lo que representa la vida estudiantil y académica del condado.
Blasón: El escudo está sobremontado por un semi-león portando una bandera que posee diez torrecillas pequeñas en oro sobre un fondo rojo.
Motto: Ever Vigilant.